# Salustiano Magno
Salustiano Magno ist ein Politiker aus Osttimor. Er ist Mitglied der FRETILIN.
Magno kandidierte bei den Wahlen 2001 auf Platz 74 der FRETILIN-Liste für die Verfassunggebende Versammlung, aus der mit der Entlassung in die Unabhängigkeit am 20. Mai 2002 das Nationalparlament Osttimors wurde. Da die FRETILIN aber 12 Distriktmandate und nur 55 Sitze insgesamt gewann, gelang Magno der Einzug zunächst nicht. Erst als Abgeordnete auf ihren Sitz verzichteten, weil sie Regierungsämter übernahmen oder aus anderen Gründen, rückte Magno als neunter Ersatzabgeordneter in das Nationalparlament nach.
Bei den Parlamentswahlen in Osttimor 2007 trat Magno nicht mehr an.